# William Arthur Ward
Pour les articles homonymes, voir Ward.
William Arthur Ward, né en Louisiane le 17 décembre 1921 et mort le 30 mars 1994, est un écrivain américain connu pour ses proverbes, pensées et citations.
Il entre dans l'armée de terre des États-Unis en 1942 et y devient capitaine. Il passe la majeure partie de ses quatre années de service militaire aux Philippines.
Il étudie au McMurry College, à l'université de l'Etat d'Oklahoma ainsi qu'à celle de North Texas. En 1962, l'université d'Oklahoma City lui décerne, à titre honorifique, le diplôme de Doctor of Laws.